# Knebworth Park
El de Knebworth Park (el parque más grande de Inglaterra) fue el último concierto ofrecido por el grupo de rock británico Queen con Freddie Mercury, celebrado el 9 de agosto de 1986. Formó parte del Magic Tour, y a él asistieron 120 000 personas. El guitarrista de la banda, Brian May, declaró que solo unos segundos de este recital fueron grabados profesionalmente por Doro Productions, por lo que el concierto jamás iba a ser lanzado oficialmente. Al final del mismo, John Deacon lanzó su bajo contra los amplificadores. También tuvo lugar un apuñalamiento que acabó con muerte así como un nacimiento.Fue el concierto en que según la banda disfruto hasta el último minuto del concierto, sin imaginar que sería el último con la formación oficial